# Monterrein
Monterrein is een plaats en voormalige gemeente in Frankrijk, in Bretagne. De plaats maakt deel uit van het arrondissement Pontivy. De plaats telde 396 inwoners op 1 januari 2018.

## Geschiedenis
De gemeente maakte voor 2015 deel uit van het kanton Malestroit. Toen het kanton op 22 maart 2015 werd opgeheven werd Monterrein opgenomen in het kanton Ploërmel.
De gemeente is op 1 januari 2019 gefuseerd met de gemeente Ploërmel tot een nieuwe gemeente (commune nouvelle), eveneens geheten Ploërmel.

## Geografie
De oppervlakte van Monterrein bedraagt 7,01 vierkante kilometer; Op 1 januari 2018 was de bevolkingsdichtheid 56,5 inwoners per km².
De onderstaande kaart toont de ligging van Monterrein met de belangrijkste infrastructuur en aangrenzende gemeenten.

## Demografie
Onderstaande figuur toont het verloop van het inwonertal.